# Blackburn Ripon
Blackburn T.5 Ripon – brytyjski bombowiec torpedowy produkowany do 1944 roku. Wyprodukowano 92 sztuki.

## Historia
Pierwszy lot prototypu odbył się w kwietniu 1926 roku. Do służby trafił w 1929 roku. W wersji IIc części drewniane zastąpiono stalą oraz duraluminium. Część maszyn została wyposażona w silnik gwiazdowy BMW i były znane jako B-5 Ripon. Model ten został wyeksportowany do Finlandii, gdzie następnie był produkowany na licencji. Ostatnia maszyna została wprowadzona do służby do 1944 roku.

## Konstrukcja
Zastrzałowy dwupłat zbudowany z większości z drewna dwupłatowiec z otwartym kokpitem. Napęd stanowił silnik rzędowy. Samolot miał stałe podwozie.